# Sarīn (ort)
Sarīn (persiska: سیرین, Sarāb-e Sarīn, Sīrīn, سرین) är en ort i Iran.   Den ligger i provinsen Kermanshah, i den västra delen av landet, 400 km sydväst om huvudstaden Teheran. Sarīn ligger 1 667 meter över havet och antalet invånare är 199.
Terrängen runt Sarīn är lite bergig.Runt Sarīn är det ganska glesbefolkat, med 39 invånare per kvadratkilometer. Närmaste större samhälle är Sarāb-e Sar Fīrūzābād, 17,3 km norr om Sarīn. Omgivningarna runt Sarīn är i huvudsak ett öppet busklandskap.